# Mont Hébron

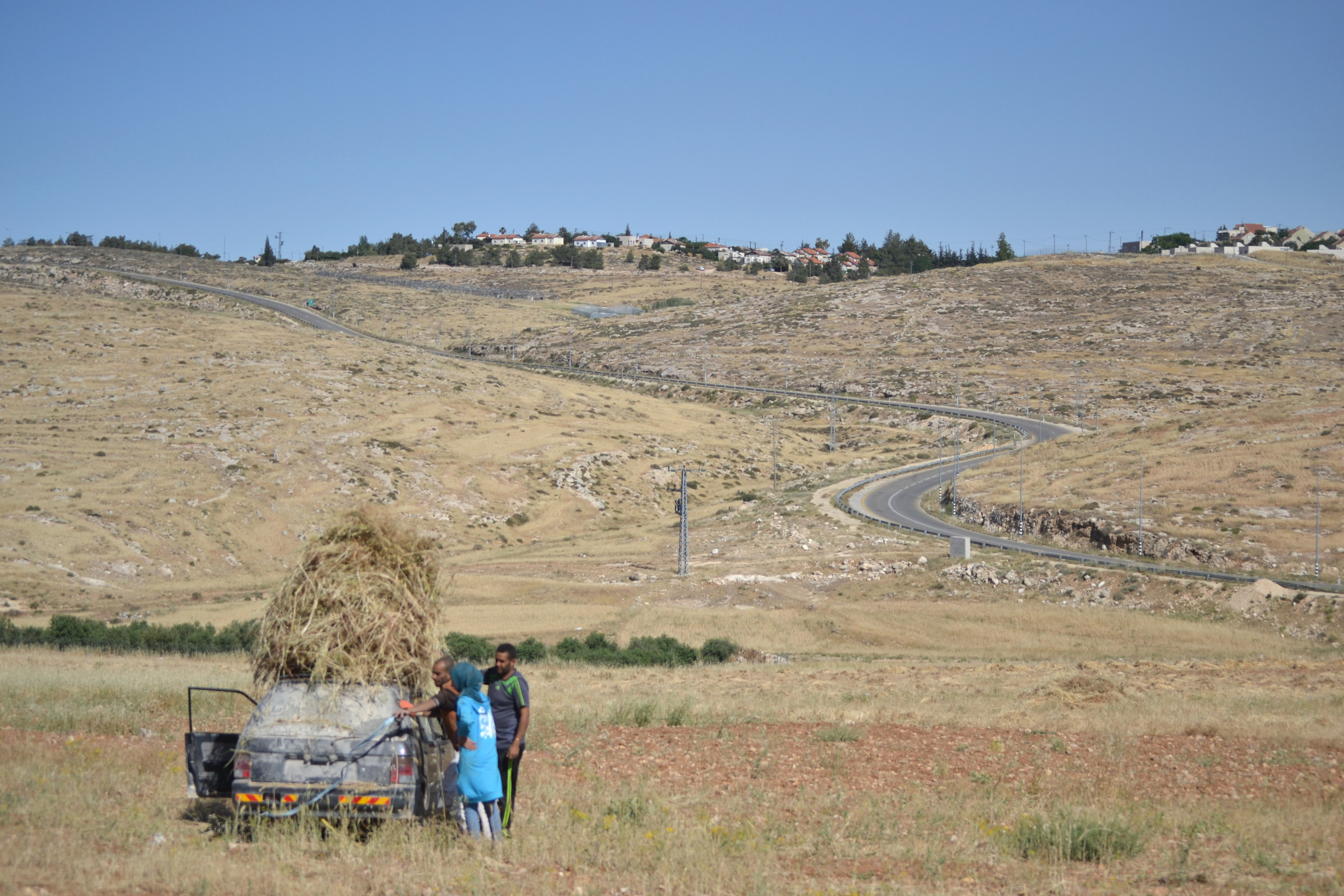
Famille chargeant ses récoltes dans le sud des collines.

Le mont Hébron, ou collines d'Hébron, est une région montagneuse constituant la partie centrale des monts de Judée.

## Géographie
Les collines se situent dans le Sud de la Cisjordanie avec des contreforts occidentaux s'étendant jusqu'en Israël. Leur point culminant, le mont Nabi Yunis, a une altitude de 1 030 m.